# Berdyczów (stacja kolejowa)
Berdyczów (ukr. Бердичів) – stacja kolejowa w miejscowości Berdyczów, w rejonie berdyczowskim, w obwodzie żytomierskim, na Ukrainie. Węzeł linii Koziatyn – Berdyczów – Szepetówka z linią do Żytomierza.
Stacja powstała w XIX w. na drodze żelaznej brzesko-kijowskiej pomiędzy stacjami Demczyn i Głuchowcy.

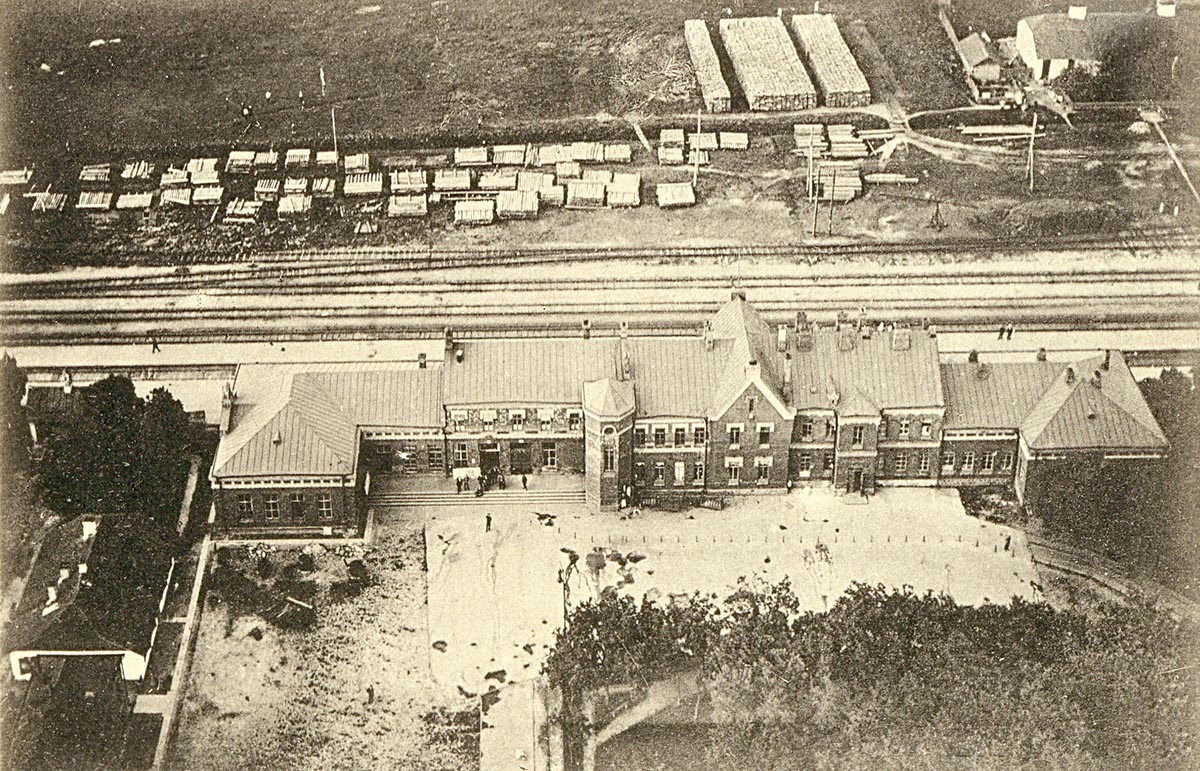
stacja w 1917